# Endre Fülei-Szántó
Dans le nom hongrois Fülei-Szántó Endre, le nom de famille précède le prénom, mais cet article utilise l’ordre habituel en français Endre Fülei-Szántó, où le prénom précède le nom.
Pour les articles homonymes, voir Fülei et Szántó.
Endre Fülei-Szántó le 28 septembre 1924 à Budapest et mort le 16 janvier 1995 à Pécs, est un professeur de français, allemand, anglais, espagnol hongrois.

## Biographie
Son père Endre Fülei-Szántó (1890-1958) était avocat, professeur d'université, écrivain, originaire de Transylvanie - Son grand-père Lajos Fülei Szántó, écrivain, poète, publiciste. Son arrière-grand-père était maître fourreur, il a étudié en Allemagne, puis est revenu à Odorheiu Secuiesc. Sa mère était Margit Rétay, traductrice littéraire.
Sa première épouse était Olga Frigyesy (1963-1982), sa seconde épouse Mária Dornbach (1984-1995). Ses parents ont été déportés en 1951 et son père a été emprisonné. Ses enfants sont nés de sa première femme Frigyesy Olga : András (1964-) et Éva (1968-). Ses petits-enfants sont Anna Solveig Clausen (2005-.) et Katalin Sigrid Clausen (2007-). Endre Fülei-Szántó a étudié au lycée piariste de Budapest, où il a obtenu son diplôme en 1942. En 1944, il était étudiant en droit, en 1948 à l'Université Pázmány Péter, qui est maintenant l'Université Eötvös Loránd, il obtient un doctorat en droit et en sciences politiques.
En 1944-45, il est membre de la résistance, effectuant un travail politique de plus en plus désespéré au sein du groupe de la jeunes du Parti des petits propriétaires. Diplômé en philosophie et en psychologie, il a obtenu une maîtrise en français et étudié deux semestres d'économie. Il a été arrêté en 1948. Entre 1948 et 1956, il est incarcéré pendant huit ans à la prison de Vác[réf. nécessaire]. Il est entré dans une cellule avec de nombreux accusés du procès Rajk en passant par des vétérans de la guerre civile espagnole. C'est ainsi qu'il a appris l'espagnol. Il avait des professeurs d'espagnol dans la prison : Pál Ignotus, József Hatvany, László Mátyás et le journaliste Béla Szász.
Après sa libération, il a travaillé comme ouvrier pendant 6 ans. En 1962, il est admis à l'université de sciences économiques Karl-Marx pour y enseigner les langues. Il a enseigné l'allemand, l'espagnol, le français et l'anglais à l'institut des langues de l'université d'économie et de commerce de Budapest. En 1965, il a obtenu un diplôme de professeur d'espagnol dans l'enseignement secondaire et, en 1983, un diplôme de professeur d'anglais dans l'enseignement secondaire à l'université Loránd-Eötvös. Il a obtenu son doctorat en 1971.
Depuis 1982, il est professeur au département de langue hongroise de l'université Janus Pannonius. Entre 1986 et 1990, il a passé quatre ans comme professeur invité à l'université de Bucarest.
Il a organisé et accueilli de nombreuses conférences et cours internationaux et nationaux, en tant que conférencier et enseignant (Ex: 1973 et 1974 cours de troisième cycle à Madrid (OFINES, CENTRO IBERO-AMERICANO)). Il est co-président de la PEK (Association des condamnés politiques : 1945-56) depuis 1991 et membre de son comité exécutif depuis 1992. Il était membre du comité exécutif de la Fédération mondiale des Hongrois. En 1992, il a été élu président d'honneur de l'association d'amitié hispano-hongroise de Pécs et, en 1993, président de HONT (Société Internationale des Instructeurs de Hungarologie).
En 1994, il est devenu professeur émérite au JPTE. Ses intérêts académiques comprenaient la linguistique générale, la philosophie (éthique), la psycholinguistique, la pédagogie des langues et la littérature. Son principal intérêt en linguistique (théorie et philosophie du langage) et en enseignement des langues a été la parole, l'approche communicative-utilitaire et la subordination des aspects de la structure du langage à cette approche. Dans le même temps, il a également manifesté un vif intérêt pour la littérature et les arts. En 1992, de son vivant, il a été décoré de l'Ordre du Mérite de la République de Hongrie. En 1995, il a reçu le prix János Apáczai Csere à titre posthume et, le 19 mars 2005, le prix du patrimoine hongrois à titre posthume. CV d'Endre Fülei-Szántó (en hongrois).

## Adhésion
- Société de diffusion scientifique (Hongrie) Conseil de l'enseignement des langues étrangères
- Société Internationale des Instructeurs de Hungarologie
- Société d'amitié hispano-hongroise
- International Federation of Language Teacher Associations
- Internationale Deutschlehrerinnen- und Deutschlehrerverband
- International Association of Teachers of English as a Foreign Language
- Asociación Europea de Profesores de Español

## Travaux importants
- Données provenant de 112 publications d'Endre Fülei-Szántó. OSZK. Catalogue[3].
- Theory of Teaching Material and Modern Teaching Materials In: Modern Linguistics and Language Teaching (International Confernce Bp., 1–5 April 1971): 77–87, Akadémiai Kiadó, Bp. 1975[4].
- „Impositive sentences in Spanish. Theory and description in linguistic pragmatics”. Henk Haverkate, Amsterdam: North-Holland Publishing Company, 1979.
- ”Congressus internationalis Fenno-Ugristarum "Congressus internationalis Fenno-Ugristarum" Tractationes participantium Hungarorum sectiorum linguisticarum Congressus VI. internationalis Fenno-Ugristarum "Tractationes participantium Hungarorum sectiorum linguisticarum Congressus VI. internationalis Fenno-Ugristarum" Budapest. Akadémiai Kiadó., 1984.
- Just, Economica, Linguistica In: Sprache und Information (Wirtschaft) Attikon Verlag (Hrg.: Theo Bungarten) Hamburg, 1988.
- Model S - O (strukture–operacije) In: Aktivne metode i moderna pomogala u nastavi dstranih jezika (511–518.) Zagreb 1971.
- Ein Versuch der logischen und grammatischen Beschreibung der Modalitaten in einigen Sprachen In: Papers from the International Symposium on Applied Contrasive Linguistics (141–157.) Stuttgart 1971.
- Der Zusammengesetzte Satz im Lehrmaterial In: Iral-Sonderband (207–214.) Heidelberg 1972.
- La gramática generativa y la enseńanza del espańol In: Boletin de AEPE No. 8. Madrid 1973.
- Generative Grammar and Teaching Materials In: Comenius Emlékkönyv Bratislava 1973.
- Oraciones nucleares en alemán, inglés, espańol y húngaro YELMO – Rev. del profesor de espańol 1973. No. 14. Madrid 1973. In: Actas del internacional de Estudios Hispánicos (277–283.) Bp. 1976.
- Glossaires hongrois-allemand, hongrois-anglais, hongrois-français pour le hongrois pour étrangers Volumes I-II. Budapest : Tudományos Ismeretterjesztő Társaság. 1977.
- Grundstrukturen der kommunikativen Situationen In: Kommunikative und funktionale Sprachbetrachtung (162-168.) Halle, 1978.
- Interjektionen als kommunikative Einheiten In: Kommunikative–funktionale Sprachbetrachtung, Band 1. (87–91.) Halle 1981.
- Die Spieltheorie und ihre Besichtigung bei der Stoffauswahl für die sprachliche Ausbildung ausländisher Geraminstikstudenten In: Sammelband Herder Institut (35–40.) Leipzig, 1982.